# Голубовский сельский совет (Кременский район)
Голубовский сельский совет (укр. Голубівська сільська рада) — входит в состав
Кременского района
Луганской области
Украины.

## Населённые пункты совета
- с. Голубовка
- с. Климовка
- с. Скарговка

## Адрес сельсовета
92920, Луганська обл., Кремінський р-н,
с. Голубівка, вул. Леніна, 46а; тел. 9-94-18  (укр.)